# Odrezovač

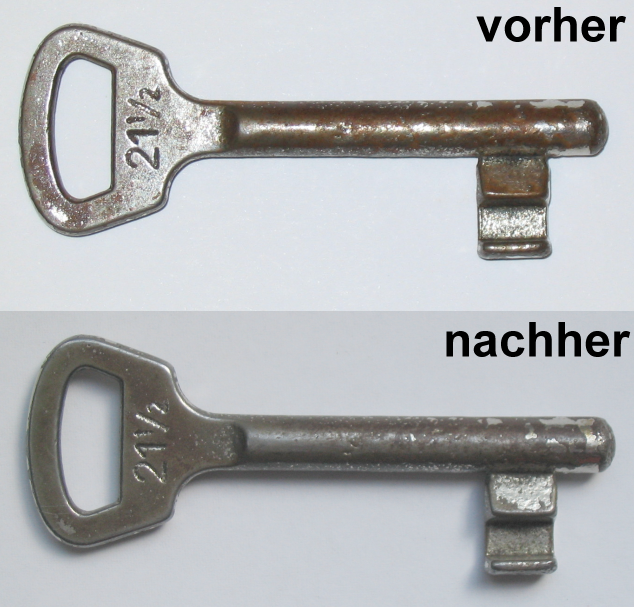
Rezavý klíč (nahoře) a klíč po použití odrezovače (dole)

Odrezovač je kapalná směs, obvykle obsahující kyselinu fosforečnou, třísloviny a další organické látky, které dokáží vázat rez. Moderní odrezovače také vytvářejí na povrchu předmětu kompaktní ochrannou vrstvu.

## Princip
Na rozdíl od oxidů jiných kovů (např. hliníku) je rez porézní, takže povrch kovu nechrání. Odrezovač promění oxidy železa FeIII na jiné stabilní sloučeniny železa, nejčastěji fosfát, který není porézní a pasivuje povrch předmětu, takže už dále nerezaví. Ve starších dobách se k témuž účelu užívaly oxidy těžkých kovů, například olova (minium) nebo kadmia, které však škodí zdraví.

## Postup
Před použitím odrezovače se povrch předmětu musí zbavit volné porézní rzi, nejčastěji kartáčováním nebo otryskáváním (pískováním). Odrezovač, který mívá tmavě modrou až modrofialovou barvu, se nanáší štětcem nebo stříkáním. Odrezovače na bázi kyseliny fosforečné jsou bezbarvé. Pokrývají předmět stabilní vrstvou, na níž dobře drží lak. Některé nátěrové hmoty už odrezovací látky přímo obsahují, ale volná rez z povrchu předmětu se musí také předem odstranit.